# Pepper Pike
Pepper Pike – miasto w Stanach Zjednoczonych, w północnej części stanu Ohio, w pobliżu wybrzeża jeziora Erie.
Liczba mieszkańców w 2000 roku wynosiła 6 040.